# Oligosita minuta
Oligosita minuta är en stekelart som beskrevs av Gennaro Viggiani 1980. Oligosita minuta ingår i släktet Oligosita och familjen hårstrimsteklar.
Artens utbredningsområde är Madagaskar. Inga underarter finns listade i Catalogue of Life.